# Petrila
Petrila (pronunciació en romanès: [peˈtrila] ; hongarès: Petrilla) és una ciutat de la vall del Jiu, al comtat de Hunedoara, Transsilvània (Romania). Es troba a prop de la confluència dels rius Jiul de Est, Taia i Jieț.
La ciutat administra quatre pobles: Cimpa (Csimpa), Jieț (Zsiec), Răscoala (Reszkola) i Tirici.

## Història
Petrila, ciutat romanesa de les muntanyes dels Carpats, és un assentament antic, però la seva existència no es va documentar fins al 1493 en una carta de donació entre Vladislav el primer, rei d'Hongria i un príncep romanès anomenat Mihai Cande.
El nom de la ciutat es va assenyalar el 1733 com que prové de la paraula llatina "petrinus" ("pietros" en romanès), que es pot traduir a l'anglès per significar "de pedra", una referència als grans jaciments de carbó de la zona que esdevindria una exportació rendible a la Revolució Industrial. L'explotació de jaciments de carbó a Petrila i els seus voltants va fer créixer la ciutat com a ciutat d'una sola indústria, girant al voltant de la mineria de carbó o del processament del carbó que s'extreia allà, que figura a la categoria “Pitcoal”. Les operacions mineres van començar el 1840, però la ciutat romandria escassament poblada fins a l'arribada de treballadors moldaus occidentals obligats a traslladar-se per l'expresident de Romania Nicolae Ceaușescu sota domini comunista. La reestructuració de l'economia des de la Revolució romanesa del 1989 ha provocat una disminució de la producció i l'oferta de la regió, inclosa Petrila.
Va ser el lloc en els darrers temps del desastre de la mina Petrila, on dues explosions de gas metà en una mina de carbó el 15 de novembre de 2008 van matar almenys 12 persones entre miners i treballadors de rescat. No és la primera vegada que aquest mil·lenni una mina de carbó a Petrila pateix un incident així; un incident similar es va produir el 2001.

## Economia
La mineria a la ciutat va començar el 1840 i la producció màxima de carbó va ser el 1984 d'1.255.240 tones, des de llavors es va reduir fins a 504.000 tones.

## Població
El 2011 tenia 21.373 habitants. D'aquests, el 93,97% eren romanesos, el 4,9% hongaresos i el 0,73% gitanos.

## Fills il·lustres
- Ludovic Bács (1930-2015), compositor
- Ferenc Doór (1918–2015), pintor
- Alexandru Hrisanide (1936–2018), compositor
- Josef Kappl (n. 1950), músic de rock
- Horațiu Lasconi (n. 1963), futbolista
- Ion Dezideriu Sîrbu (1919–1989), filòsof i novel·lista
- Maria von Tasnady (1911-2001), actriu
- Daniel Timofte (n. 1967), futbolista